# Piovono morti
Piovono morti è un romanzo dello scrittore francese Jean-Patrick Manchette, il secondo e ultimo che vede come protagonista l'investigatore privato Eugène Tarpon.

## Trama
Il detective privato parigino Eugène Tarpon, ex poliziotto, viene incaricato dalla signora Pigot di indagare sulla scomparsa della figlia cieca Philippine, ma quasi subito la donna viene assassinata davanti ai suoi occhi. Prima di morire è riuscita a fargli avere la foto di un uomo di nome Fanch Tanguy che sarebbe il padre della ragazza: invece di essere morto durante la guerra sarebbe ancora vivo e ritornato a prendere la figlia.
Tarpon si reca a casa Pigot, dove lo aspettano due uomini armati che lo costringono a salire in auto appena nomina Fanch Tanguy; temendo di essere ucciso manda l'auto a schiantarsi, uccidendo uno dei due e spezzando il braccio all'altro, Kaspar, che riesce a sfuggire. Al ritorno a casa, Tarpon vi trova il commissario Madrier che è subentrato nell'inchiesta al collega Chauffard; il poliziotto cerca di ucciderlo, ma Tarpon è più veloce; però deve eclissarsi perché ha la polizia alle calcagna. Si rifugia a casa di un'amica, Charlotte Malrakis, che lo ospita per una notte; per non metterla in pericolo Tarpon si rifugia da un amico ex partigiano con il quale gioca periodicamente a scacchi, un ebreo di nome Haymann. L'uomo riconosce nella foto Fanch Tanguy, un collaborazionista bretone che durante la guerra era stato nella milizia fascista, ma secondo i suoi contatti tra gli ex resistenti è stato ucciso in un agguato nel 1944. Tarpon sospetta invece che abbia assunto l'identità dell'uomo che insieme a lui e che sia ritornato a prendersi la figlia.
Kaspar lo aspetta fuori casa Haymann, Tarpon lo disarma ma l'altro minaccia di fare del male a Charlotte, che i suoi complici hanno catturato. Minacciato di tortura, Kaspar guida Tarpon e Haymann in una casa di campagna dove Charlotte è tenuta prigioniera. Riescono a liberarla e a ferire gravemente uno dei due rapitori, ma la giovane è già stata violentata e Kaspar riesce a liberarsi e fuggire.
I tre si rifugiano a casa del fidanzato di Charlotte, che si trova all'estero. Riescono a entrare in contatto con il commissario Coccioli, l'uomo che aveva inviato la signora Pigot da Tarpon; si profila un affare malavitoso che coinvolge anche poliziotti e politici. D'accordo con Coccioli e Chauffard, si introduce con Charlotte in una comunità monastica che funziona come clinica benessere, che si sospetta essere una copertura per le attività di Fanch Tanguy. I due vengono scoperti e imprigionati insieme alla scomparsa Philippine Pigot, ma scoprono che il capo della banda non è il padre della ragazza cieca bensì Bachhauffer, il fascista scampato all'agguato nel quale fu effettivamente ucciso. L'intervento provvidenziale di Coccioli e Chauffard con la polizia impedisce che il detective privato finisca all'altro mondo.

## Adattamenti
Dal romanzo è stato tratto il film Per la pelle di un poliziotto diretto da Alain Delon nel 1981. Nel film Tarpon è lo pseudonimo del personaggio Haymann, mentre il protagonista (interpretato dallo stesso Delon) si chiama Choucas.

## Edizioni
- Jean-Patrick Manchette, Piovono morti, Torino, Einaudi, 2004, ISBN 9788806171155.